# Siegfried Dehning
Siegfried Dehning (* 14. September 1930 in Dreilingen) ist ein deutscher Reitsportler. Er war mehrfach Deutscher Meister und Europameister im Vielseitigkeitsreiten.
Dehning kam aus der ländlichen Reiterei und wurde erfolgreich in der Sparte Military. Er war 1958 und 1959 Deutscher Meister und 1957 Mannschafts-Vize-Europameister. Mannschafts-Europameister in der Military wurde er 1959 auf "Fechtlanze".
Auf einer Schallplatte der Ariola Zum Umgang mit Pferden (1961) wurde ein umfangreicher Beitrag mit dem damals überaus populären Sportler veröffentlicht (Interviewer: Jochen Wimmer).
Später wirkte er als Turnierrichter und Ausbilder. Von 1972 bis 1980 war er Leiter der Reitakademie München-Riem. 1980 wurden Siegfried Dehning und seine Frau, der Springreiterin Anna Dehning, Pächter der Universitäts-Reitschule.
Dehning lebt heute in Verden.

## Auszeichnungen
- Goldenes Reitabzeichen 1971

## Weblink
- Eintrag zu Siegfried Dehning in der Hall of Fame / Ehrenportal des Niedersächsischen Instituts für Sportgeschichte, abgerufen am 4. Juni 2015

| Personendaten    | Personendaten          |
| ---------------- | ---------------------- |
| NAME             | Dehning, Siegfried     |
| KURZBESCHREIBUNG | deutscher Reitsportler |
| GEBURTSDATUM     | 14. September 1930     |
| GEBURTSORT       | Dreilingen             |